# Лабрадор-Сити
Лабрадор-Сити (англ. Labrador City; в 1959—1961 годах Кэрол-Лейк, англ. Carol Lake) — город (с 1980 года) на полуострове Лабрадор, провинция Ньюфаундленд и Лабрадор, Канада. Население в 2016 году более 7,2 тысячи человек.

## География
Лабрадор-Сити расположен на западе полуострова Лабрадор недалеко от границы с провинцией Квебек, на берегу озера Литл-Уобаш. Площедь города в 2021 году — 34,11 км². Вместе с граничащим с ним «городом-близнецом» Уобашем Лабрадор-Сити образует общину Лабрадор-Уэст.
Железнодорожное сообщение соединяет Лабрадор-Сити с квебекским населённым пунктом Шеффервилл (в 200 км к северу) и грузовым портом Сет-Иль (в 320 км к югу в устье реки Святого Лаврентия). Автомобильные дороги соединяют Лабрадор-Сити с квебекскими городами Фермоном и Бе-Комо, а также с общинами Хаппи-Валли-Гуз-Бей и Черчилл-Фолз на территории Лабрадора. Имеется также аэропорт.

## Климат
В Вабуше и Лабрадор-Сити континентальный субарктический климат (по классификации Кёппена: Dfc) с мягким летом и очень холодной зимой Осадки выпадают в большом количестве круглый год (хотя летом их больше) из-за сильного Исландского циклона на востоке, который приносит в регион холодный, влажный и нестабильный воздух. Снегопады, как это типично для провинции, очень обильные в течение семи месяцев в году, а их глубина может достигать 218 сантиметров. Несмотря на то, что его широта примерно такая же, как у таких городов, как Берлин, Лондон и Амстердам, среднегодовая температура на 13 °C.

### Климатограмма
- Среднегодовая температура — 2,5 °C
- Среднегодовая влажность воздуха — 63,6 %

| Показатель | Янв.  | Фев.  | Март  | Апр.  | Май   | Июнь | Июль  | Авг.  | Сен. | Окт.  | Нояб. | Дек.  | Год   |
| --- | ----- | ----- | ----- | ----- | ----- | ---- | ----- | ----- | ---- | ----- | ----- | ----- | ----- |
| Абсолютный максимум, °C | 8,0   | 6,2   | 14,7  | 17,4  | 28,8  | 33,3 | 32,6  | 30,6  | 29,5 | 21,1  | 12,2  | 7,2   | 33,3  |
| Средний суточный максимум, °C | −16,2 | −14,4 | −6,6  | 1,3   | 9,8   | 16,8 | 19,6  | 18,3  | 12,4 | 4,6   | −3,6  | −11   | 2,5   |
| Средняя температура, °C | −21,7 | −20,6 | −13,6 | −4,4  | 4,2   | 10,8 | 14,4  | 13,3  | 7,8  | 1,0   | −7,5  | −16   | −2,8  |
| Средний суточный минимум, °C | −27,5 | −27   | −20,5 | −10   | −1    | 4,8  | 8,6   | 8,0   | 3,3  | −2,4  | −11,3 | −20,8 | −8    |
| Абсолютный минимум, °C | −44,1 | −46,8 | −41,6 | −36,4 | −13,4 | −6,9 | 0,1   | −1,2  | −8,1 | −22,4 | −33,6 | −42,5 | −46,8 |
| Норма осадков, мм | 48,8  | 38,1  | 52,3  | 48,0  | 55,0  | 88,8 | 113,5 | 119,9 | 90,8 | 80,6  | 72,2  | 52,5  | 860,1 |
| Источник: Министерство охраны окружающей среды Канады https://climate.weather.gc.ca/climate_normals/results_1991_2020_e.html?searchType=stnName_1991&txtStationName_1991=wabush&searchMethod=contains&txtCentralLatMin=0&txtCentralLatSec=0&txtCentralLongMin=0&txtCentralLongSec=0&stnID=447000000&dispBack=1#legend+ |       |       |       |       |       |      |       |       |      |       |       |       |       |

## История
Регион, где располагается Лабрадор-Сити, привлёк внимание геологов в конце XIX века, когда были произведены его первые картографические съёмки. В 1936 году здесь были обнаружены большие залежи малопроцентной железной руды, и по окончании Второй мировой войны началась её разработка. Многообещающие результаты аэромагнитной съёмки в 1955 году заставили корпорацию Iron Ore Company of Canada (IOC) интенсифицировать работы в регионе, в том числе с 1958 года — в районе озера Кэрол. Через год было принято решение о создании горняцкого посёлка в этом районе для обслуживания близлежащих рудников.
Первоначально единственным транспортом в новом посёлке был воздушный, но в 1960 году к нему была проведена железнодорожная ветка из Сет-Иля. К сентябрю того же года количество постоянно проживавших в посёлке Кэрол-Лейк работников IOC и членов их семей достигло 1200, и примерно столько же рабочих-контрактников проживали в нём на сезонной основе. В 1961 году посёлок был переименован в Лабрадор-Сити и получил статус района местного развития (англ. Local Improvement District). Общее управление населённым пунктом на этом этапе осуществлял совет поверенных, назначаемый провинциальным правительством, хотя большая часть инфраструктуры создавалась и обслуживалась IOC.
На первых порах население Лабрадор-Сити составляли в основном рабочие на временных контрактах, хотя уже в 1961 году в посёлке открылась школа. После того, как в Лабрадор-Сити в 1962 году начал работу горно-обогатительный комбинат, начала расти доля постоянного населения, и вскоре процент населения, занимающегося обработкой и обогащением руды, превысил число работников, занятых непосредственно на выработках. С 1963 года в Лабрадор-Сити начали открываться церкви основных деноминаций, начала работу средняя Коллегиальная школа Лабрадор-Сити. В 1965 году открылась постоянная больница и начался выпуск местной газеты. С того же года заработала местная телевещательная станция, передававшая в эфир записи программ на английском и французском языках (живое вещание ведётся с 1974 года).
К 1968 году Лабрадор-Сити, число жителей которого приближалось к 8,5 тысячам, был крупнейшим населённым пунктом Лабрадора; при этом транспортное сообщение с остальной частью провинции Ньюфаундленд и Лабрадор, в отличие от Квебека, оставалось только воздушным. В 1980 году население Лабрадор-Сити достигло своего исторического максимума — около 12 тысяч жителей. Он получил статус города (англ. town), и на следующий год состоялись первые в его истории муниципальные выборы. Одновременно рядом с Лабрадор-Сити рос и развивался Уобаш, основанный для обслуживания ещё одного рудника, открытого по соседству в 1965 году; к 1971 году население Уобаша достигало 3500 человек.
В первые десятилетия существования в Лабрадор-Сити была большая прослойка франкоязычного населения (порядка 20 % в середине 1960-х годов), которая уменьшалась по мере роста общего числа жителей и изменения экономического облика города, уже в 1976 году сократившись до 10 % и продолжая падать. В 1976 году автомобильная дорога связала Лабрадор-Сити и расположенный на квебекской стороне провинциальной границы Фермон, также построенный для обслуживающего персонала железных рудников. В 1987 году было завершено строительство дороги, соединившей Лабрадор-Сити с Бе-Комо в Квебеке, а в 1992 году в рамках интеграции города в экономику провинции достроены дороги в Хаппи-Валли-Гуз-Бей и Черчилл-Фолз.

## Экономика
Город Лабрадор-Сити был построен вокруг богатых месторождений железной руды в Лабрадорском желобе компанией «Айрон Оуд Компани оф Канада» (IOC) в 1960-х годах. Проект «Кэрол» является крупнейшим предприятием по добыче железной руды в этом регионе. В 2008 году IOC и их материнская компания «Рио Тинто» объявили, что потратят 800 миллионов долларов на разработку дополнительных месторождений в регионе. Однако всего через несколько месяцев после объявления о втором этапе расширения проект был отложен из-за экономического спада и низкого спроса на сталь.
Город обслуживается аэропортом Вабуш, а авиакомпании, выполняющие рейсы из этого аэропорта, — Provincial Airlines, Air Inuit и Pascan Aviation. Кроме того, Квебекская железная дорога Северного побережья и Лабрадора обеспечивает грузовые железнодорожные перевозки в Септ-Иль и обратно. Транслабрадорское шоссе (трасса 500) служит единственным дорожным сообщением с Лабрадор-Сити, соединяя его с остальной частью Лабрадора, а также с соседней провинцией Квебек, становясь трассой 389 Квебека на границе.
В городе есть много удобств, которые можно найти в более крупных населённых пунктах, благодаря инвестициям горнодобывающих компаний, которые основали этот район. В том числе ледовая арена, клубы по кёрлингу, скоростному спуску и беговым лыжам. Клуб любителей снегоходов «Белый волк» связан с более крупной сетью трасс по всему региону и является местом проведения гонки на снегоходах «Кейнс Квест».
В главном торговом центре города, торговом центре «Лабрадор» площадью 22 940 квадратных метров, есть магазины Walmart, Canadian Tire и Mark’s.. Торговый центр открылся в 1978 году и является крупнейшим торговым центром в Лабрадоре, а также единственным крытым торговым центром

## Население
По данным переписи населения 2021 года, в Лабрадор-Сити проживали 7412 человек — на 2,7 % больше, чем в 2016 году. Средний возраст жителей составлял 37,8 года, медианный — 38,4 года; население города значительно моложе населения провинции в целом (где средний возраст составляет 45,5 года, а медианный 48,4). 18 % населения составляют дети и подростки в возрасте до 14 лет включительно, 11 % — люди пенсионного возраста (65 лет и старше).
Из жителей города в возрасте 15 лет и старше почти две трети состояли в зарегистрированном или незарегистрированном браке. Четверть населения составляли холостые жители, общая доля разведённых и вдовых жителей — около 13 %. Средний размер семьи — 2,8 человека. В семьях, где дети проживают с родителями, в среднем 1,6 ребёнка, около 14 % в 2021 году составляли семьи с родителем-одиночкой.
Для абсолютного большинства жителей (90 %) родным является английский язык, около 12 % владеют также французским. Иммигранты составляют лишь около 6 % населения, большинство из них прибыли в Канаду после 2010 года. Самая большая диаспора — выходцы с Филиппин (более 250 человек). Из жителей города около 12 % прибыли в него в течение пяти лет, предшествовавших переписи, но абсолютное большинство из этого числа составляли мигранты внутри Канады.
Из населения в возрасте 15 лет и старше около 40 % в 2021 году имели среднее или неоконченное среднее образование. У почти половины жителей города в этом возрасте было среднее специальное или продолженное образование без учёной степени, у 13 % — учёная степень от бакалавра и выше.
Городом управляет местный совет, в который входят 7 депутатов, включая мэра.